# Justine Kielland
Justine Kielland, född den 22 november 2002, är en norsk fotbollsspelare.

## Karriär
Justine Kielland inledde sin seniorkarriär i Stabæk år 2018. Hon har även spelat för Brann innan hon 2024 värvades av VfL Wolfsburg. Hon har även representerat det norska damlandslaget där hon debuterade år 2024.